# 미국 원정군

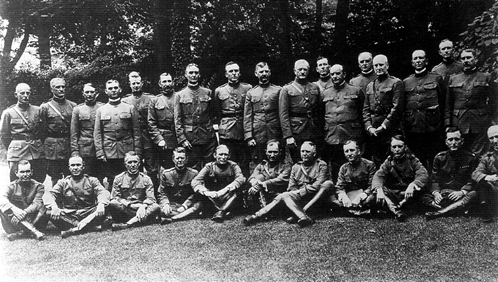

미국 원정군(영어: American Expeditionary Forces, AEF)은 제1차 세계 대전 중인 1917년 유럽에 파견하기 위해 존 J. 퍼싱을 사령관으로 한 미군으로 구성된 군대였다.
제1차 세계 대전에서 미군의 군사 작전 동안, 원정군은 그 전쟁의 막바지에 독일군에 맞서 프랑스와 영국 측에서 프랑스에서 전투를 벌였다. 일부는 이탈리아 군과 함께 같은 해 오스트리아-헝가리 제국 육군에 맞서 싸웠다. 원정군은 1918년 6월 서부 전선에서 엔 강 3차 전투(샤또 시에리 전투와 벨로 우드 전투)를 벌이는 동안 프랑스 군을 도왔고, 1918년 후반기 생미엘 전투와 뮤즈-아르곤 공세에서 싸웠다.

## 같이 보기
- 보너스 아미